# Muntanyes Rocoses
Les muntanyes Rocoses o Rocalloses (Rocky Mountains o Rockies en anglès) són una cadena muntanyosa de l'oest de l'Amèrica del Nord. Abracen més de 4.800 quilòmetres des de Nou Mèxic fins al nord de la Colúmbia Britànica, i travessen els Estats Units i el Canadà. Estan englobades en el conjunt muntanyós que ressegueix tot l'oest del continent, des del sud dels Andes, a la Patagònia, fins a les muntanyes de la península d'Alaska. De nord a sud, travessen les províncies canadenques de la Colúmbia Britànica, Alberta, i els estats estatunidencs d'Idaho, Montana, Wyoming, Utah, Colorado i Nou Mèxic. Dins la Serralada nord-americana (North American Cordillera), les muntanyes Rocalloses són una mica diferents de les Pacific Coast Ranges, Cascade Range i Sierra Nevada dels Estats Units, totes les quals es troben més cap a l'oest.
El seu cim més alt és el mont Elbert, a Colorado, amb 4.401 metres.
La vora oriental de les Rocoses s'eleva majestuosament sobre les grans planes centrals de l'interior d'Amèrica del Nord, incloent-hi la serralada Front de Colorado, la serralada Wind River i les muntanyes Big Horn de Wyoming, les serralades Absaroka i Beartooth i la Rocky Mountain Front de Montana, i la serralada Clark d'Alberta. A Canadà defineix tres grans categories geogràfiques: la serralada Continental, la serralada Hart i la serralada Muskwa; les dues darreres flanquegen el riu Peace, l'únic riu que travessa les muntanyes Rocalloses, i es coneixen col·lectivament com les muntanyes del Nord. El Mount Robson a la Colúmbia Britànica, amb 3.954 metres, és el cim més alt de les muntanyes Rocoses canadenques. Les serralades Muskwa i Hart, en conjunt, constitueixen el que es coneix com les muntanyes Rocoses del Nord. Les muntanyes Mackenzie, situades al nord del riu Liard, es consideren a vegades com una part de les muntanyes Rocalloses, però aquesta és una designació no oficial.
La vora occidental de les muntanyes Rocoses inclou conjunts més petits, com ara la serralada Wasatch, prop de Salt Lake City i la serralada Bitterroot, al llarg de la frontera de Montana i Idaho. La Gran Conca i l'altiplà del riu Columbia separen aquestes formacions muntanyoses d'altres de més a l'oest, entre les quals destaquen Sierra Nevada, la serralada de les Cascades, i les muntanyes costaneres (Coast Mountains). Les Rocoses no arriben fins al riu Yukon o Alaska, o al centre de la Colúmbia Britànica, on el sistema de les Muntanyes Rocoses (però no les Muntanyes Rocoses) inclou les muntanyes de Colúmbia, una ampliació o continuació cap al sud, dels quals es consideren part de les muntanyes Rocoses als Estats Units. El sistema de les Muntanyes Rocoses als Estats Units és una regió fisiogràfica, mentre que el sistema de les Muntanyes Rocoses al Canadà es coneix com el Sistema d'Orient (Eastern System).

## Descripció

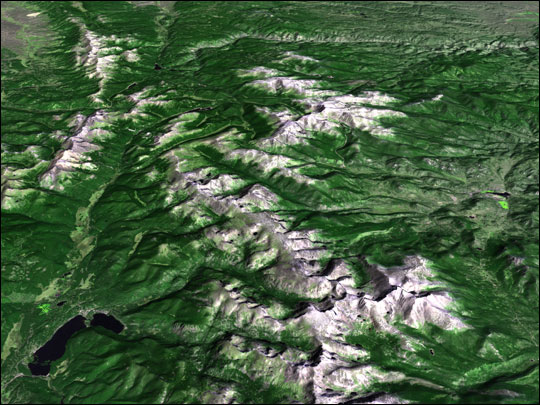
Fotografia des d'un satèl·lit de les muntanyes Rocalloses

Les muntanyes Rocoses són un sistema de serralades muntanyoses situat al sector occidental de l'Amèrica del Nord, format durant l'orogènesi cenozoica i constituït per un nucli central de roques cristal·lines rodejat de formacions laterals de roques sedimentàries; el sistema ha quedat marcat profundament per la glaciació quaternària, l'erosió atmosfèrica i presenta fenòmens volcànics.
Les Rocalloses, que arriben als 4.401 metres al mont Elbert al Colorado, tenen el punt més septentrional a Alaska, per sobre de les quals s'estenen prats d'alta muntanya. A les valls hi ha cultius agrícoles (cereals i patates principalment); i es pot trobar ramaderia ovina a les regions septentrionals del sector estatunidenc. En les explotacions mineres, s'hi pot trobar or, argent, zinc, coure i en regions marginals, petroli i carbó.
Travessades per ferrocarrils i autopistes que donen valor a la seva bellesa natural (en molts casos, parcs nacionals), les muntanyes Rocalloses constitueixen també un notable element d'atracció turística amb moltes localitats de vacances i d'esports d'hivern.
Les seves muntanyes contenen bona part de la divisòria continental nord-americana. Hi neixen aquests rius: Arkansas, Athabasca, Clark Fork, Colorado, Columbia, Fraser, Kootenay, Missouri, Peace, Platte, Grande, Saskatchewan, Snake i Yellowstone.

## Els sectors de les Rocalloses
Tradicionalment, les muntanyes Rocoses s'han considerat dividides, geogràficament i geològica, en diversos sectors o trams. De nord a sud, les divisions en són:
| El sistema de serralades de les muntanyes Rocoses                        |                                    |                                |                                   |                     |         |        |                  |
|                                                                          | Grup                               | Grup                           |                                   |                     | Altitud | Àrea   | Llargada/Amplada |
| Sector                                                                   | Català                             | Anglès                         | Localització                      | Cim més alt         | (m)     | (km²)  | (km)             |
| Rocoses Llunyanes del Nord («Far Northern Rockies»)                      | Serralades Muskwa                  | Muskwa Ranges                  | Colúmbia Britànica i Alberta      | Muntanya Ulysses    | 3.024   | 97.388 | 424 / 433        |
| Rocoses Llunyanes del Nord («Far Northern Rockies»)                      | Serralades Hart                    | Hart Ranges                    | Colúmbia Britànica i Alberta      | Mont Ovington       | 2.949   | 55.690 | 282 / 367        |
| Rocoses Canadenques («Canadian Rockies»)                                 | Serralades Continentals del Norf   | Northern Continental Ranges    | Colúmbia Britànica i Alberta      | Muntanya Robson     | 3.959   | 26.421 | 192 / 265        |
| Rocoses Canadenques («Canadian Rockies»)                                 | Serralades Principals Centrals     | Central Main Ranges            | Colúmbia Britànica i Alberta      | Mont Columbia       | 3.741   | 14.271 | 202 / 219        |
| Rocoses Canadenques («Canadian Rockies»)                                 | Serralades Centrals Frontals       | Central Front Ranges           | Alberta                           | Mont Brazeau        | + 3.500 | 24.382 | 263 / 234        |
| Rocoses Canadenques («Canadian Rockies»)                                 | Serralades Continentals del Sud    | «Southern Continental Ranges   | Colúmbia Britànica i Alberta      | Mont Assiniboine    | 3.616   | 28.344 | 256 / 243        |
| Muntanyes Rocoses de Montana Central («Central Montana Rocky Mountains») | Serralades Montana Nord-oest       | Northwest Montana Ranges       | Col. Britànica, Montana i Idaho   | Pic McDonald        | 2.993   | 27.748 | 282 / 229        |
| Muntanyes Rocoses de Montana Central («Central Montana Rocky Mountains») | Serralades Parc Nacional Glaciar   | Glacier National Park Ranges   | Col. Britànica, Alberta i Montana | Mont Cleveland      | 3.190   | 14.609 | 152 / 171        |
| Muntanyes Rocoses de Montana Central («Central Montana Rocky Mountains») | Serralades Bob Marshall            | Bob Marshall Ranges            | Montana                           | Muntanya Red        | 2.888   | 22.016 | 179 / 218        |
| Muntanyes Rocoses de Montana Central («Central Montana Rocky Mountains») | Serralades Montana Central Oest    | West Central Montana Ranges    | Montana                           | Muntanya Tweedy     | 3.400   | 30.331 | 221/ 214         |
| Muntanyes Rocoses de Montana Central («Central Montana Rocky Mountains») | Serralades Montana Central         | Central Montana Ranges         | Montana                           | Pic Crazy           | 3.417   | 62.634 | 270 / 345        |
| Muntanyes Rocoses de Montana Central («Central Montana Rocky Mountains») | Serralades Montana Sud-est         | Southwest Montana Ranges       | Montana i Wyoming                 | Muntanya Hollowtop  | 3.232   | 9.918  | 146 / 107        |
| Muntanyes Rocoses Idaho-Bitterroot («Idaho-Bitterroot Rocky Mountains»)  | Muntanyes Clearwater               | Clearwater Mountains           | Idaho                             | Muntanya Stripe     | 2.744   | 22.012 | 215 / 170        |
| Muntanyes Rocoses Idaho-Bitterroot («Idaho-Bitterroot Rocky Mountains»)  | Serralada Bitterroot               | Bitterroot Range               | Montana i Idaho                   | Pic Scott           | 3.473   | 38.182 | 489 / 431        |
| Muntanyes Rocoses Idaho-Bitterroot («Idaho-Bitterroot Rocky Mountains»)  | Muntanyes Salmon River             | Salmon River Mountains         | Idaho                             | Muntanya White West | 3.183   | 23.025 | 171 / 197        |
| Muntanyes Rocoses Idaho-Bitterroot («Idaho-Bitterroot Rocky Mountains»)  | Área Sawtooth-Ketchum-Boise        | Sawtooth-Ketchum-Boise Area    | Idaho                             | Pic Hyndman         | 3.660   | 48.935 | 216 / 407        |
| Muntanyes Rocoses Idaho-Bitterroot («Idaho-Bitterroot Rocky Mountains»)  | Serralades Lost River-Lemhi        | Lost River-Lemhi Ranges        | Idaho                             | Pic Borah           | 3.859   | 9.700  | 185 / 111        |
| Grans Rocoses de Yellowstone («Greater Yellowstone Rockies»)             | Àrea Yellowstone-Serralada Teton   | Teton Range-Yellowstone Area   | Wyoming, Idaho, Montana           | Grand Teton         | 4.197   | 26.209 | 313 / 162        |
| Grans Rocoses de Yellowstone («Greater Yellowstone Rockies»)             | Serralada Absaroka                 | Absaroka Range                 | Wyoming i Montana                 | Pic Francs          | 4.009   | 41.394 | 312 / 239        |
| Grans Rocoses de Yellowstone («Greater Yellowstone Rockies»)             | Muntanyes Bighorn                  | Bighorn Mountains              | Wyoming i Montana                 | Pic Cloud           | 4.013   | 40.504 | 349 / 241        |
| Grans Rocoses de Yellowstone («Greater Yellowstone Rockies»)             | Serralada Wind River               | Wind River Range               | Wyoming                           | Pic Gannett         | 4.207   | 18.288 | 214 / 155        |
| Grans Rocoses de Yellowstone («Greater Yellowstone Rockies»)             | Àrea Conca Gran Divisòria          | Great Divide Basin Area        | Wyoming, Colorado i Utah          | Muntanya Ferris     | 3.059   | 48.507 | 315 / 308        |
| Muntanyes Rocoses Occidentalss («Western Rocky Mountains»)               | Serralades Idaho Sureste           | Southeast Idaho Ranges         | Idaho i Wyoming                   | Pic Meade           | 3.035   | 21.014 | 222 / 191        |
| Muntanyes Rocoses Occidentalss («Western Rocky Mountains»)               | Serralades Wyoming Overthrust Belt | Wyoming Overthrust Belt Ranges | Wyoming                           | Pic Wyoming         | 3.468   | 13.748 | 225 / 140        |
| Muntanyes Rocoses Occidentalss («Western Rocky Mountains»)               | Serralada Wasatch                  | Wasatch Range                  | Utah i Wyoming                    | Mont Nebo           | 3.636   | 20.993 | 396 / 118        |
| Muntanyes Rocoses Occidentalss («Western Rocky Mountains»)               | Serralada Uinta                    | Uinta Range                    | Utah, Wyoming i Colorado          | Pic Kings           | 4.123   | 32.244 | 212 / 263        |
| Muntanyes Rocoses Meridionalss («Southern Rocky Mountains»)              | Serralada Park                     | Park Range                     | Colorado, Wyoming                 | Mont Zirkel         | 3.712   | 14.723 | 170 / 145        |
| Muntanyes Rocoses Meridionalss («Southern Rocky Mountains»)              | Serralades Wyoming Meridional      | Southern Wyoming Ranges        | Colorado, Wyoming                 | Pic Clark           | 3.947   | 34.019 | 273 / 205        |
| Muntanyes Rocoses Meridionalss («Southern Rocky Mountains»)              | Area Flat Tops                     | Flat Tops Area                 | Colorado                          | Muntanya Flat Top   | 3.765   | 10.467 | 113 / 152        |
| Muntanyes Rocoses Meridionalss («Southern Rocky Mountains»)              | Serralada Front                    | Front Range                    | Colorado                          | Pic Grays           | 4.349   | 25.801 | 274 / 156        |
| Muntanyes Rocoses Meridionalss («Southern Rocky Mountains»)              | Àrea Serralada Elk                 | Elk Range Area                 | Colorado                          | Pic Castle          | 4.348   | 13.249 | 125 / 171        |
| Muntanyes Rocoses Meridionalss («Southern Rocky Mountains»)              | Serralada Sawatch                  | Sawatch Range                  | Colorado                          | Mont Elbert         | 4.399   | 9.672  | 224 / 127        |
| Muntanyes Rocoses Meridionalss («Southern Rocky Mountains»)              | Serralades Colorado Central        | Central Colorado Ranges        | Colorado                          | Mont Lincoln        | 4.354   | 8.002  | 215 / 101        |
| Muntanyes Rocoses Meridionalss («Southern Rocky Mountains»)              | Muntanyes San Juan                 | San Juan Mountains             | Colorado i Nou Mèxico             | Pic Uncompahgre     | 4.361   | 44.194 | 305 / 287        |
| Muntanyes Rocoses Meridionalss («Southern Rocky Mountains»)              | Serralada Sangre de Cristo         | Sangre de Cristo Range         | Montana i Nou Mèxico              | Pic Blanca          | 4.372   | 44.530 | 389 / 194        |

## Clima
Les muntanyes Rocalloses tenen un clima característic d'altiplà. Al fons de les valls de les muntanyes de Colorado, prop de la latitud de Boulder, la temperatura mitjana anual és de 6 °C. El mes de juliol és el més càlid amb una temperatura mitjana de 28 °C. Al gener, la temperatura mitjana mensual és de -14 °C, i és el mes més fred a la regió. La precipitació mitjana anual és, aproximadament, de 360 mil·límetres.
En aquesta zona de les muntanyes els estius són càlids i secs, a causa dels fronts occidentals, que impedeixen l'avanç de sistemes de tempesta portadors d'aigua. La temperatura mitjana a l'estiu és de 15 °C i la precipitació mitjana n'és de 150 mil·límetres. L'hivern és generalment humit i molt fred, amb una temperatura mitjana de -2 °C i precipitacions de neu amb una mitjana de 29 centímetres. A la primavera, la temperatura mitjana és de 4 °C i la precipitació mitjana és de 107 mil·límetres. A la tardor, la precipitació mitjana és de 66 mil·límetres i la temperatura mitjana és de 7 °C.

## Història humana

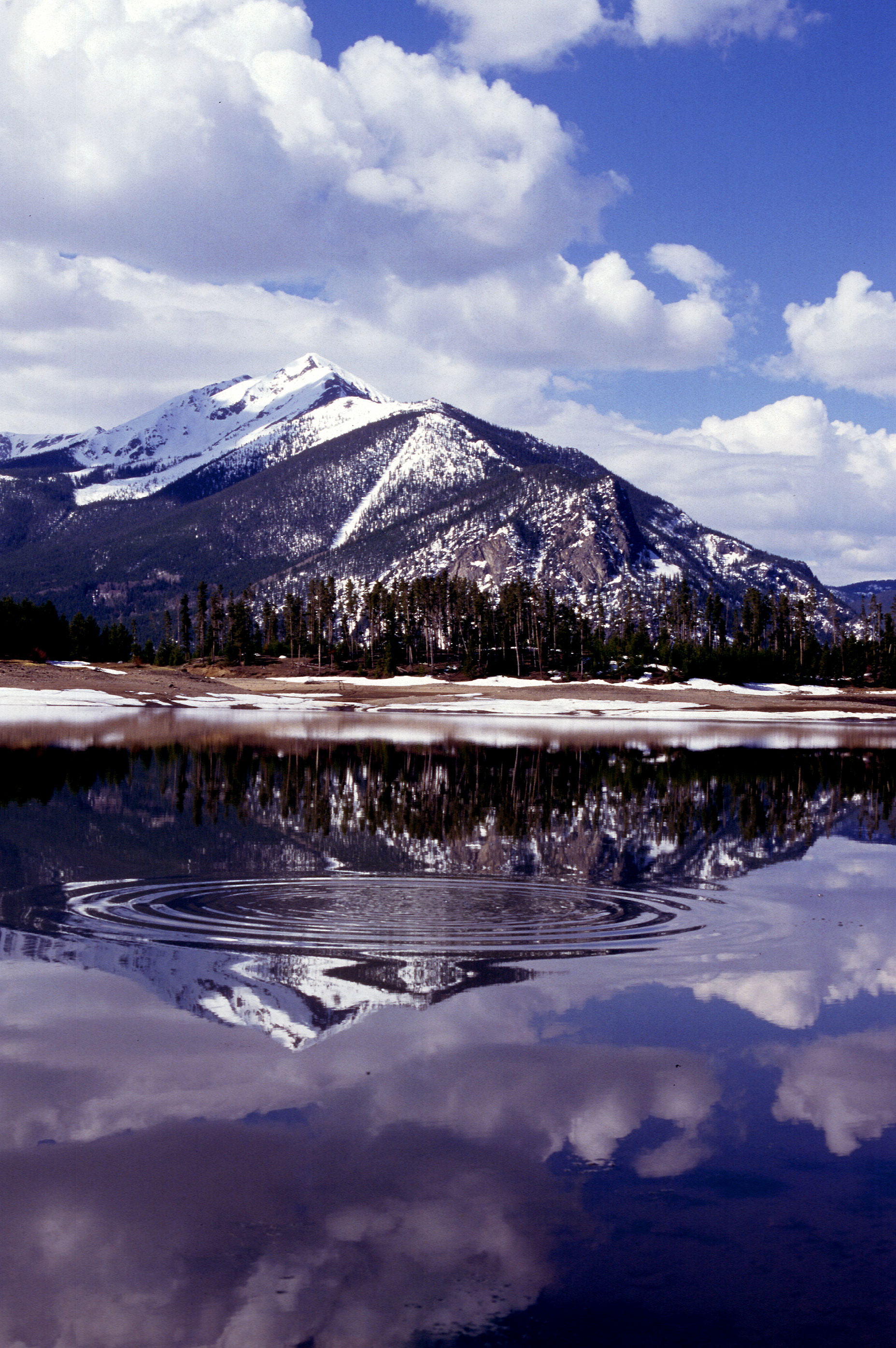
Les escorrenties del desglaç omplen un embassament a les muntanyes Rocoses, prop de Dillon (Colorado)

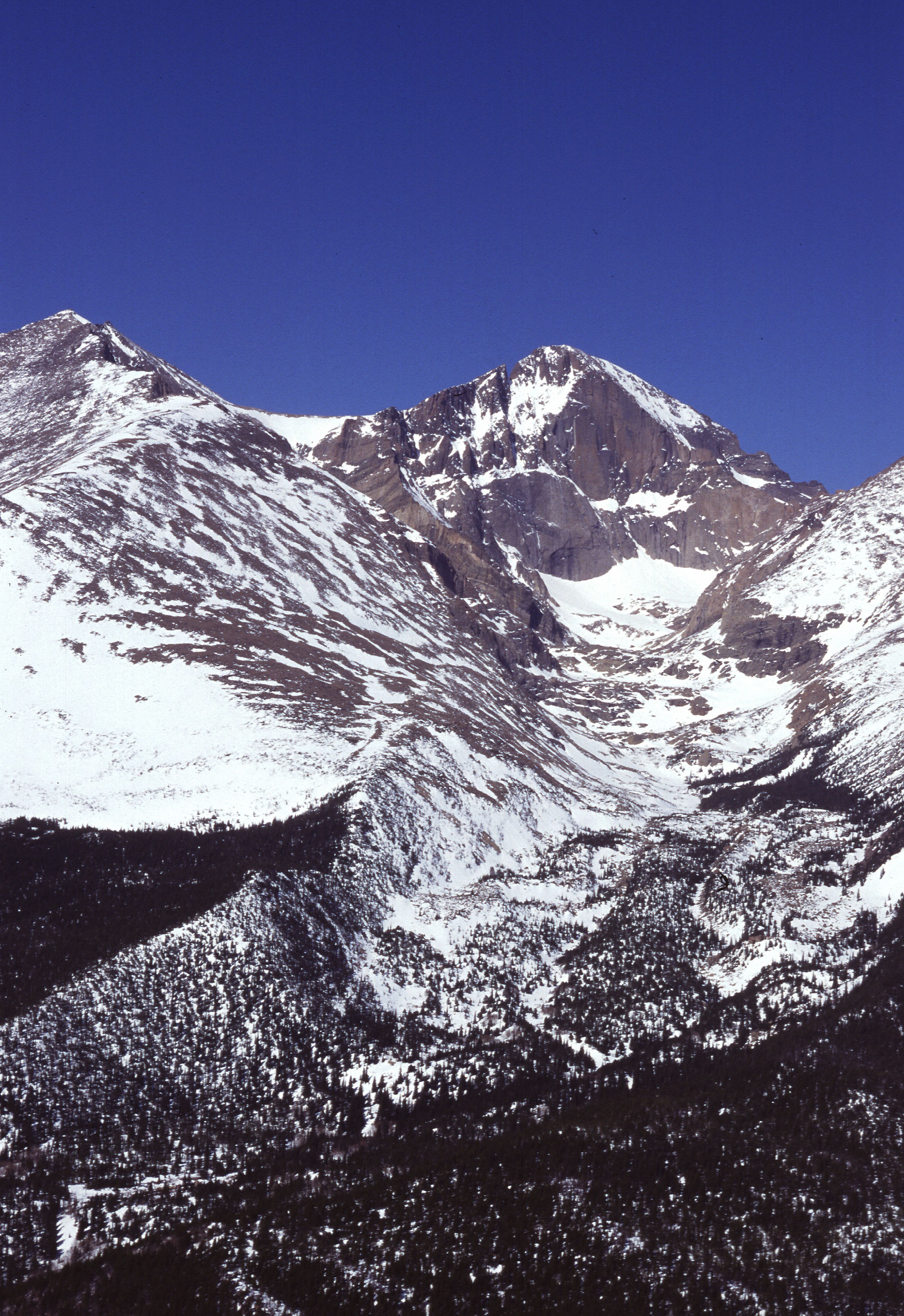
L'acumulació de neu a 4.345 m, a Longs Peak, al Parc Nacional Rocky Mountain

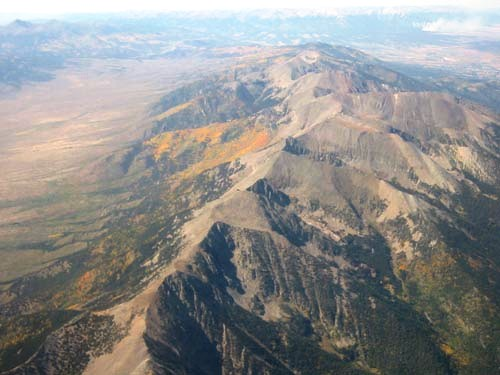
Vista aèria de les muntanyes de Colorado a l'estiu

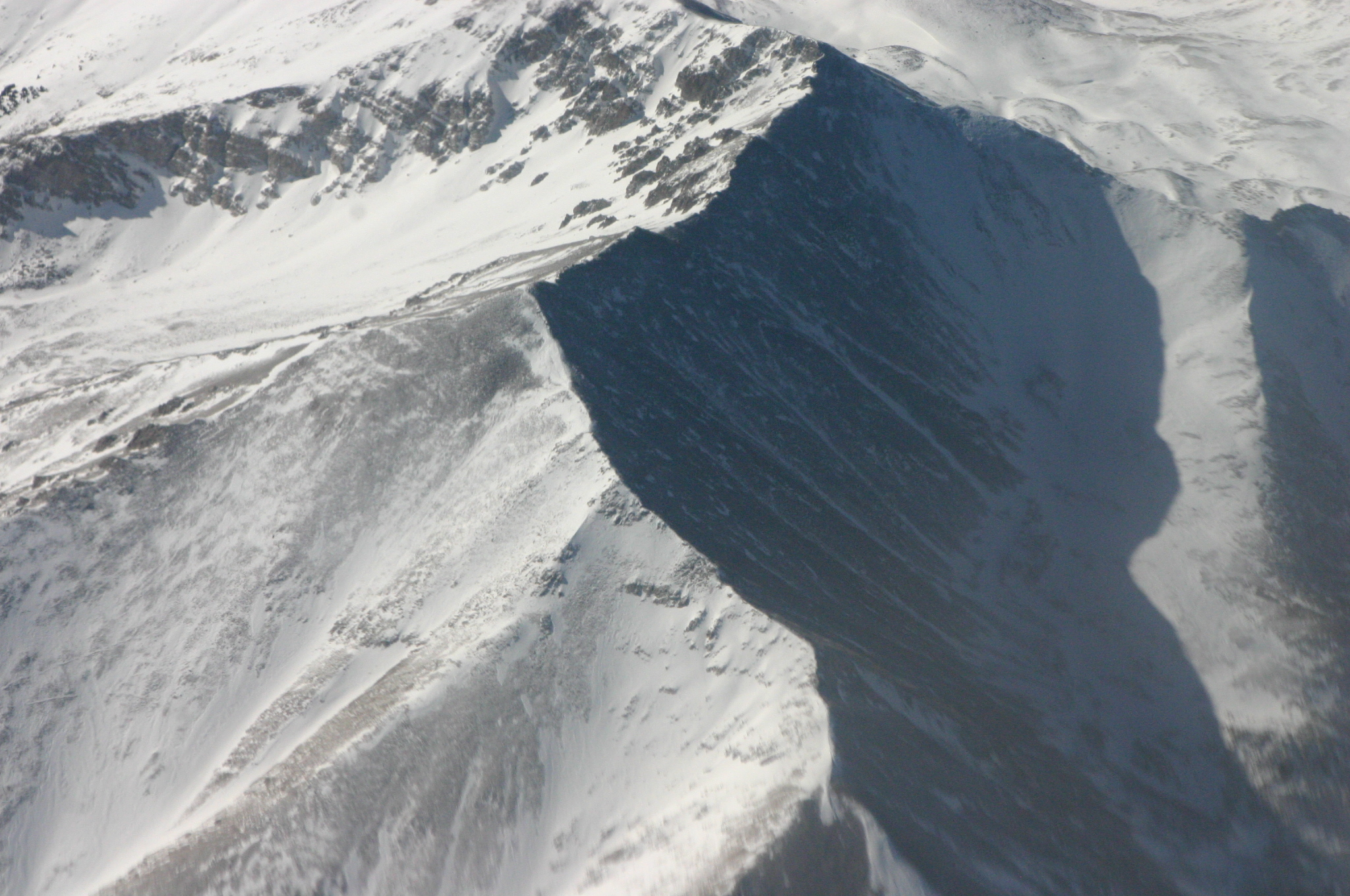
Vista aèria de les muntanyes de Colorado a l'hivern

Des de l'últim gran període glacial, les muntanyes han estat la llar primer dels paleoamericans i després pels pobles indígenes, inclosos els apatxe, arapaho, bannock, blackfoot, xeiene, crows, bitterroot salish, xoixon, sioux, ute, kutenai (ktunaxa al Canadà), sekani, dane-zaa i altres. Els paleoamericans caçaven mamuts i antics bisons, un animal un vint per cent més gran que el bisó modern, que pasturaven pels turons i les valls de les muntanyes. Igual com ho feien les tribus modernes, els paleoamericans, probablement, seguien els grans mamífers, emigraven a les planes durant la tardor i l'hivern, i restaven a les muntanyes a la primavera i l'estiu per pescar, caçar cèrvids i ants, i recollir arrels i baies. A Colorado, al llarg de la cresta de la divisòria continental, els nadius americans van construir parets de roca que daten d'uns 5.400 a 5.800 anys. Cada cop hi ha més proves científiques que indiquen que els pobles indígenes van tenir efectes significatius sobre les poblacions de mamífers i els ecosistemes, per mitjà de la caça i de la crema deliberada de la vegetació.
La història humana recent de les muntanyes mostra canvis molt accelerats. El 1540 l'explorador espanyol Francisco Vázquez de Coronado entrà a la regió de les muntanyes des del sud acompanyat d'un grup de soldats, missioners i esclaus africans. La introducció del cavall, les eines de metall, els rifles, les noves malalties, i l'arribada de cultures diferents canviaren profundament la cultura pròpia dels nadius americans. Les poblacions nadiues van ser destruïdes per les malalties, la guerres, les pèrdues de l'hàbitat –com la desaparició dels bisons–, i la seva cultura va patir contínues agressions. El Far West havia entrat en la història.

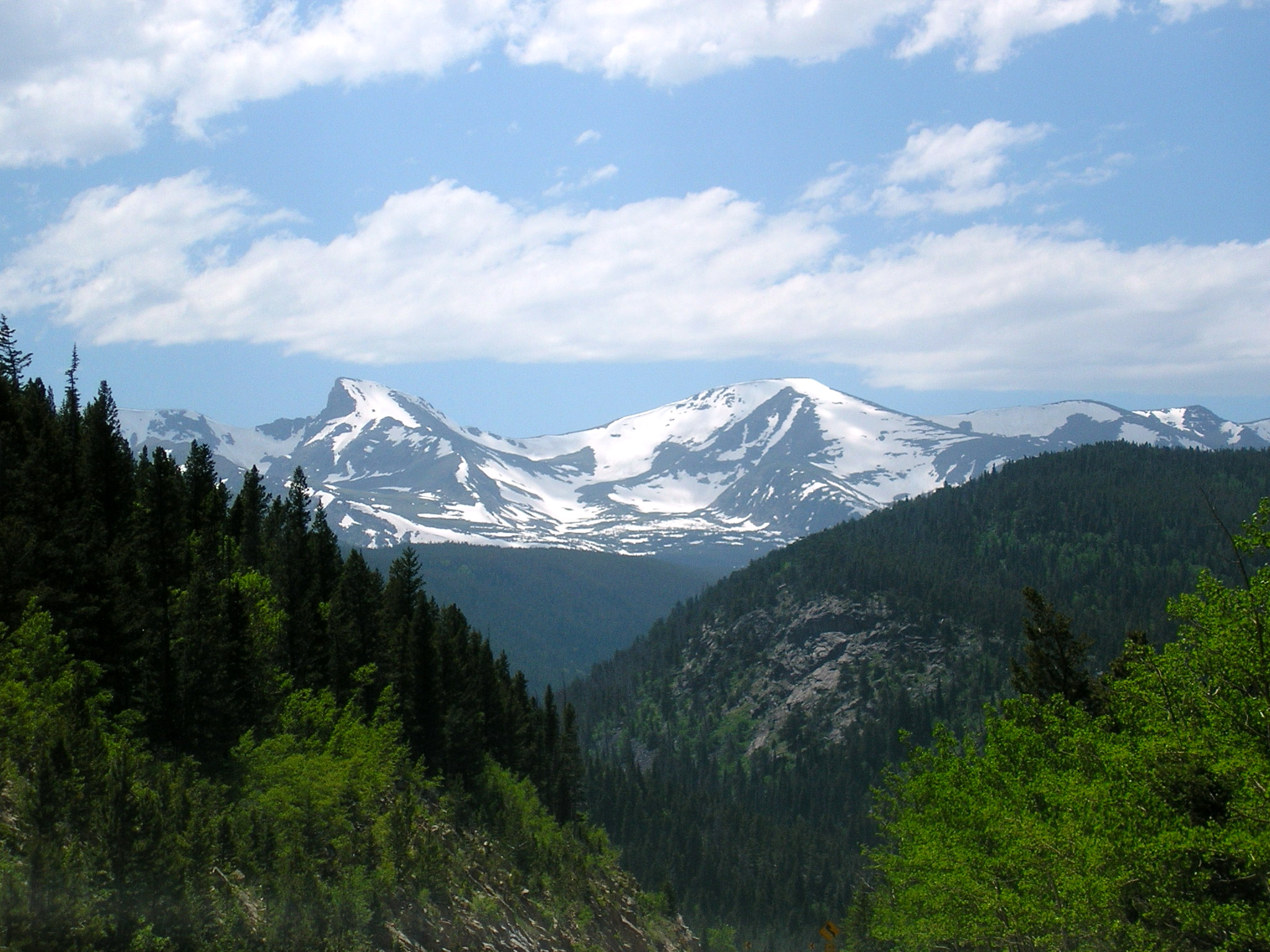
Les muntanyes Rocoses de Colorado

Els comerciants de pells francesos Pierre i Paul Mallet viatjaren a través de les Grans Planes, i van descobrir una cadena de muntanyes a la capçalera del riu Platte, que les tribus locals anomenaven muntanyes Rocoses. Foren els primers europeus que informaren sobre l'existència d'aquesta serralada.
Alexander Mackenzie (1764 - 11 de març de 1820) fou el primer europeu a creuar les Muntanyes Rocoses el 1793. Va trobar els trams superiors del riu Fraser i arribà a la costa del Pacífic del que avui és Canadà el 20 de juliol d'aquest any, completant el primer registre transcontinental, creuant pel nord de Mèxic. Arribà a Bella Cooler, a la Colúmbia Britànica, pel braç sud del Bentinck, una entrada de l'oceà Pacífic.
L'expedició de Lewis i Clark (1804-1806) fou la primera expedició científica de reconeixement de les Muntanyes Rocalloses. Les mostres van ser recollides pels botànics contemporanis, zoòlegs i geòlegs. Es digué que l'expedició havia aplanat el camí a les muntanyes Rocoses en les relacions europeoamericanes.
Muntanyencs, sobretot francesos, espanyols i britànics, vagaven per les muntanyes des del 1720-1800 a la recerca de jaciments minerals i pells. El comerç de pells de la North West Company es va establir a Rocky Mountain House, com un lloc comercial en el que ara és el peu de les muntanyes Rocalloses de l'actual Alberta el 1799, i els seus rivals de la badia de Hudson fundaren la Companyia Acton. Aquests llocs van servir de base per a l'activitat de la majoria dels europeus an les muntanyes Rocoses del Canadà a principis del 1800. Entre les expedicions més notables hi ha les de David Thompson, que va seguir el riu Columbia fins a l'oceà Pacífic. En la seva expedició del 1811, acampà a la cruïlla del riu Columbia i el Snake i hi erigí un pal al·legant que l'àrea pertanyia a la Gran Bretanya i indicant la intenció de la Companyia del Nord-oest de construir-hi un fort.
En la Convenció Angloamericana del 1818, que va establir el paral·lel 49 com a frontera internacional, a l'oest del llac dels boscos de les muntanyes Rocalloses, el Regne Unit i els Estats Units acordaren "l'ocupació conjunta" de les terres més cap a l'oest cap al Pacífic. La resolució de les qüestions territorials en virtut dels tractats, amb la disputa d'Oregon, s'ajornà fins a una data posterior.
El 1819 l'estat espanyol va cedir els seus drets al nord del paral·lel 42° als Estats Units, tot i que no n'incloïen la possessió, i també s'incloïen les obligacions de la Gran Bretanya i Rússia sobre els seus crèdits en la mateixa regió.
Després del 1802, els comerciants de pells i exploradors d'Amèrica marcaren el començament de la presència europea generalitzada a les muntanyes Rocoses al sud del paral·lel 49. El més famosos foren els nord-americans William Henry Ashley, Jim Bridger, Kit Carson, John Colter, Thomas Fitzpatrick, Andrew Henry i Jedediah Smith. El 24 de juliol del 1832, Benjamin Bonneville va dirigir el primer vagó del tren a través de les muntanyes del sud mitjançant l'ús de Wyoming Pass. Així mateix, arran de l'expedició del 1793 de Mackenzie, s'establiren llocs de comerç de pells a l'oest de les muntanyes del Nord en una regió interior de l'altiplà nord de la Colúmbia Britànica que es conegué com a Nova Caledònia, com ara Fort McLeod (avui dia la comunitat de McLeod Lake) i Fort Fraser, però al final se centraren al llac Stuart Post (avui Fort St James).
Les negociacions amb Gran Bretanya en les següents dècades no permeten resoldre la controvèrsia d'Oregon entre la diplomàcia geopolítica de l'Imperi britànic i la nova república americana. La impugnació de l'ocupació conjunta per la Gran Bretanya i els Estats Units durà fins al 15 de juny del 1846, quan Gran Bretanya va cedir els seus drets a aquesta terra amb el Tractat d'Oregon.
El 1841 James Sinclair, dirigent de la Hudson's Bay Company, guià al voltant de 200 colons a l'oest del riu Vermell per reforçar la colònia d'assentaments al voltant de Fort Vancouver en un intent per retenir el Districte de Colúmbia per a Gran Bretanya. El grup creuà les muntanyes Rocoses cap a la vall de Columbia, una regió de l'actual Colúmbia Britànica, i després va viatjar cap al sud. Malgrat aquests esforços, el 1846, Gran Bretanya va cedir els drets a les terres del districte de Colúmbia al sud del paral·lel 49 als Estats Units, com a resolució a la disputa de la frontera d'Oregon pel Tractat d'Oregon.

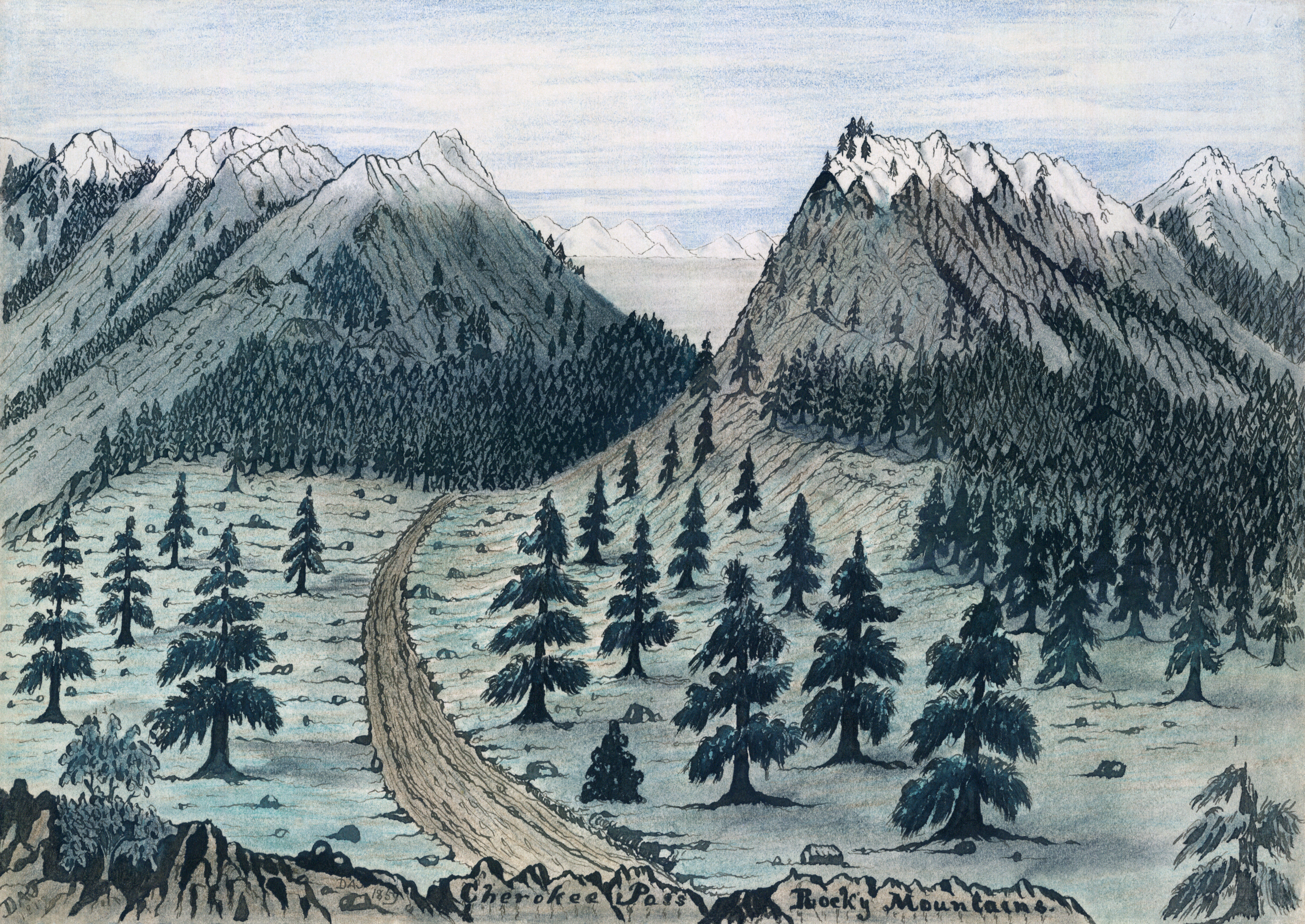
Cherokee Trail, prop de Fort Collins, Colorado, a partir d'uns apunts realitzats el 7 juny de 1859

Molts milers de persones passaren a través de les muntanyes Rocoses al començament de la ruta d'Oregon el 1842. Els mormons s'assentaren prop del Gran Llac Salat el 1847. Del 1859 al 1864, es va descobrir or a Colorado, Idaho, Montana i British Columbia, i això provocà que milers de miners exploraren totes les muntanyes i s'hi creés "la primera gran indústria. La febre de l'or d'Idaho per si sola va produir més or que l'or de Califòrnia i Alaska juntes i va ser important en el finançament de l'Exèrcit de la Unió durant la Guerra Civil dels Estats Units. El ferrocarril transcontinental s'acabà el 1869, i el Parc Nacional de Yellowstone s'establí el 1872. Es va prometre el ferrocarril transcontinental al Canadà el 1871, però no es va completar fins al 1885 per raons polítiques; finalment el construïren Kicking Horse Pass i Rogers Pass després d'examinar altres rutes. Gràcies a la visió dels promotors del ferrocarril, vastes àrees de les muntanyes Rocalloses canadenques es van deixar de banda, com ara Jasper (Alberta), Glacier (BC), Banff i Yoho, establint així les bases per a una indústria turística que es desenvolupa avui en dia. El president Benjamin Harrison va establir diverses reserves forestals a les muntanyes Rocoses el 1891-1892. El 1905 el president Theodore Roosevelt va estendre la reserva forestal Medicine Bow a la zona que ara es gestiona com a Parc Nacional Rocky Mountain. El desenvolupament econòmic començà a centrar-se en la mineria, la silvicultura, l'agricultura, i el lleure, així com en les indústries de serveis que els donen suport. Les tendes de campanya i els campaments es van convertir en ranxos i granges, els forts, les estacions de tren i alguns poblets esdevingueren ciutats.

## Economia

### Indústria i desenvolupament

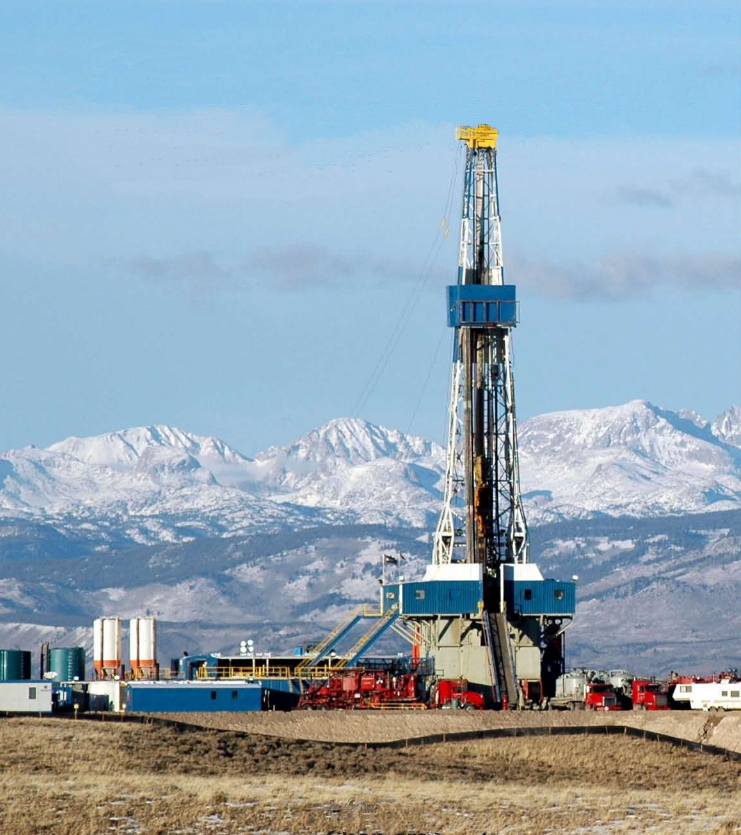
Un equip de perforació cercant gas natural a l'oest de la Wind River Range a les Rocalloses de Wyoming

Els recursos econòmics de les Rocalloses són variats i abundants. Quant a minerals, tenen importants jaciments de coure, or, molibdè, argent, tungstè i zinc. La conca del Wyoming i altres àrees més petites contenen importants reserves de carbó, gas natural i de petroli. Per exemple, la mina Climax de Colorado, a prop de Leadville, fou el major productor de molibdè del món, que es fa servir per crear acer resistent a la calor en sectors com l'automobilística i l'aeronàutica. La mina Climax donava feina a més de 3.000 treballadors. Coeur d'Alene, una mina del nord d'Idaho, produeix argent, plom i zinc. Les mines de carbó més grans del Canadà es troben prop de Fernie i Sparwood, Colúmbia Britànica; hi ha altres mines de carbó prop de Hinton, Alberta, i a les muntanyes Rocoses del Nord al voltant Tumbler Ridge, Colúmbia Britànica.
Les mines abandonades amb les seves deixalles tòxiques esquitxen el paisatge de les muntanyes Rocoses. En un exemple important, vuitanta anys d'explotació minera de zinc han contaminat profundament el riu d'Eagle River el centre-nord de Colorado. Les altes concentracions del metall vessades danyen algues, molses i les poblacions de truita del riu. Una anàlisi econòmica dels efectes de la mineria en aquest lloc revelà la disminució la qualitat de l'aigua degradada, i la pèrdua ecològica. El 1983, l'antic propietari de la mina de zinc fou demandat per l'Assemblea General de Justícia de Colorado per 4,8 milions de dòlars pels costos de neteja; cinc anys després, la recuperació ecològica del riu és considerable.
Les muntanyes Rocoses contenen diverses conques sedimentàries riques en metà. El metà és un gas natural que sorgeix del carbó, per l'acció bacteriana, o per l'exposició a altes temperatures. El metà de carbó subministra el 7% del gas natural utilitzat als Estats Units. Les principals fonts de metà en capes de carbó a les muntanyes Rocoses es troben a la conca de Sant Joan a Nou Mèxic i Colorado, i el Powder River Basin a Wyoming. Aquestes dues conques contenen 38 bilions de peus cúbics de gas.
L'agricultura i la silvicultura hi són les principals indústries. L'agricultura inclou el cultiu de secà i de regadiu i bestiar de pasturatge. El bestiar es mou sovint entre prats molt elevats a l'estiu, i a poca alçada a d'hivern, una pràctica coneguda com a transhumància.
També hi ha indústria turítica. L'idioma principal de les muntanyes Rocoses és l'anglès. Hi ha també, però, bosses lingüístiques d'espanyol i llengües indígenes autòctones. Llocs d'interès de les muntanyes són:
Als Estats Units:
- Pikes Peak
- Royal Gorge
- Parc Nacional de les Muntanyes Rocoses
- Parc Nacional de Yellowstone
- Parc Nacional de Grand Teton
- Parc Nacional de les Glaceres (Estats Units)
- Àrea de Recreació Nacional Sawtooth

Al Canadà, la serralada conté aquests parcs nacionals: 
- Parc Nacional de Banff
- Parc Nacional de Jasper
- Parc Nacional de Kootenay
- Parc Nacional Waterton Lakes
- Parc Nacional de Yoho

El Parc Nacional Glacier de Montana i el Parc Nacional dels Llacs de Waterton a Alberta limiten entre si i es coneixen col·lectivament com a Parc Internacional de la Pau Waterton-Glacier.
Les muntanyes de Columbia adjacents a la Colúmbia Britànica contenen grans estacions com Panorama i Kicking Horse, així com el Parc Nacional Mount Revelstoke i el Parc Nacional Glacier.
Hi ha nombrosos parcs provincials a les Muntanyes Rocoses de la Colúmbia Britànica: els més grans i notables són el Parc Provincial Mount Assiniboine, el Parc Provincial Mount Robson, el Parc Provincial de les Muntanyes Rocoses del Nord, el Parc Provincial Kwadacha Wilderness, el Parc Provincial de Stone Mountain i el Parc Provincial Muncho Lake.